# Glaubendorf (Wernberg-Köblitz)
Glaubendorf ist ein Ortsteil der oberpfälzischen Marktgemeinde Wernberg-Köblitz im Landkreis Schwandorf des Regierungsbezirks Oberpfalz im Freistaat Bayern.

## Geografie
Glaubendorf liegt etwa 6 Kilometer nordöstlich von Wernberg in einer Talsenke am Glaubenbach, der zur Luhe hin entwässert.

## Etymologie
Auch wenn der Ortsname eine kirchliche Beziehung zum „Glauben“ zu signalisieren scheint, ist doch die Ableitung vom altdeutschen Personennamen „Chlubo“ wahrscheinlicher. So taucht das österreichische Glaubendorf 1130 als „Chlo(u)bendorf“ auf.

## Entwicklung
Glaubendorf gehört zu den vielen „-dorf-“ Orten, die sich in der näheren Umgebung von Nabburg finden, z. B. Etsdorf, Rottendorf, Brudersdorf, Pischdorf, Saltendorf, Damelsdorf, Kötschdorf, Deindorf, Neudorf, Oberndorf, Iffelsdorf, Friedersdorf usw.
Bemerkenswert ist, dass sich Glaubendorf wie z. B. auch Söllitz, Köblitz, Schiltern und Neunaigen in jener Gruppe von Orten der mittleren Oberpfalz findet, die sich auch in der Umgebung von Krems wiederfindet. Es ist gut möglich, dass hier Indizien für sehr frühe Siedlungen bereits vor dem Jahr 1000 bestehen und Teile der ortsansässigen Bevölkerung ihre Namen mit in die neu zu erschließenden Gebiete an der Donau mitnahmen.
Der Raum Glaubendorf war historisch ein Gebiet der Landgrafschaft Leuchtenberg. Er gehörte mit Teilen („der wenige Teil“) in nothaftischer Zeit (1284–1509) zur Herrschaft Wernberg und stand in böhmischer Lehenschaft. Auffallend ist, dass der Sitz Glaubendorf in den Nothaftischen Quellen kaum eine Rolle spielt. Auch beim Verkauf der Herrschaft Wernberg von den Nothaft an Georg Wispeck (1509) und dann von diesen an die Landgrafen von Leuchtenberg (1530) ist kein Güterübertrag erkennbar. Mit dem Kauf der Herrschaft Wernberg durch die Leuchtenberger waren dann die Glaubendorfer Besitzungen einheitlich in der Hand der Landgrafen von Leuchtenberg, wobei die böhmischen Rechte der ehemals zur Herrschaft Wernberg gehörigen Lehen rein formal erst 1806 endeten.
Unter den Fuchssteinern wurde Glaubendorf spätestens 1399 Hofmark. 1465 sind sie als Landsassen der Leuchtenberger belehnt. Die Hofmark Glaubendorf verkaufte Sigmund der Fuchssteiner 1509 an den Landgrafen Johann IV. von Leuchtenberg. Dazu gehörte umfangreicher Besitz: Das Schloss und „der fünfte Teil an dem Dorf Glaubendorf“, das Kirchlehen sowie vier Güter in Schwarzberg, die Gröbmühle, sechs Güter zu Rattenberg, zwei Güter zu Alletshof und je ein Gut in Woppenhof, Matzlesberg, Schirmitz und Köttlitz, sowie das Dorf Kötschdorf als freies Eigen. Die verbleibenden vier Teile erwarb der Landgraf bis 1511. Dabei handelte es sich jedoch nur bedingt um einen echten Kauf, da die Landgrafen bereits vor 1480 im Besitz diverser hier aufgeführter Güter waren. Dazu gehörten die Malz-, Brau- und Schankgerechtigkeit, das Kirchtagsrecht, Gerichtszwang und „pene“ (Niedergerichtsbarkeit) zu Glaubendorf, wobei sich die Landgrafen das Land- und Halsgericht vorbehalten hatten.
Folgende Besitzverhältnisse sind für Glaubendorf feststellbar:
- 14. Jahrhundert – 1509: Nothaft von Wernberg, böhmisches Lehen.[10]

- 1509–1530: Wispeck als Besitzer der Herrschaft Wernberg.[11]

- 1530–1646: Landgrafen von Leuchtenberg bis zu ihrem Aussterben.

- 1646–1650: Eingezogen, erledigtes böhmisches Lehen, das an den Grafen Franz Christoph von Khevenhiller übertragen wurde.

- 1650: Kauf durch Kurfürst Maximilian I.[12]

Der Sitz Glaubendorf trat 1626 erstmals als Landsassengut in Erscheinung. Als Landsassen sind belegt:
- 1626: Balthasar Wolf Hertig.[14]

- 1627: Ludwig Federl.[15]

- 1662–1743: Familie Koch.[16]

- 1748: Josef Augustin von Schrenk.[17]

- 1777: Franz von Kammerer.[18]

- 1783: Franz Gregor von Segern.[19]

- 1790 Johann Gregor von Segerer.[20]

Das Landsassengut Glaubendorf und die Hofmark blieben in der Hand des Landesherrn bis zum Ende des alten Reiches bestehen. In der zweiten Hälfte des 18. Jahrhunderts wurde die Hofmark Glaubendorf jedoch vom Amt Tännesberg aus verwaltet.

## Ortsgröße
Dieter Bernd gibt, ohne auf den Zeitpunkt näher einzugehen, die Ortsgröße von Glaubendorf mit 16 Anwesen an (zu je 1/1, 4 zu je 1/2, 5 zu je 1/4, 1 zu 1/16, 1 zu 1/4) Pfarrhof und ein Schulhaus. Es spricht viel dafür, dass es sich um den Güterverkauf der Fuchssteiner an die Landgrafen von Leuchtenberg handelte. Damit wäre es nicht der gesamte Ort einschließlich der böhmischen, zu Wernberg gehörenden Anwesen. Im Jahr 1555 umfasste die Hofmark Glaubendorf vier Höfe, sechs Lehen, zwei Gütel, zwei Tafernen, eine Badstube, eine Mühle, ein Bräuhaus und eine Schmiede.
Im Jahr 1830 wurden für das Dorf Glaubendorf einschließlich der Gröbmühle 24 Anwesen mit einer Einwohnerzahl von 140 Seelen gezählt. Dreißig Jahre später hatte Glaubendorf im Jahr 1860 27 Anwesen mit 180 Seelen. Nach dem Ersten Weltkrieg hatte sich bis 1925 der Ort auf 26 Anwesen und 144 Einwohner verändert. Im Jahr 1950 waren noch im Dorf noch 22 Anwesen und 141 Einwohner erfasst, wobei die gesamte Gemeinde 41 Anwesen und 257 Einwohner aufwies. 1964 waren bei gleicher Häuserzahl (22) noch 99 Einwohner im Dorf Glaubendorf. Mit den zugeordneten Orten hatte die Gemeinde 39 Häuser und 181 Einwohner. 1972 fanden sich im Dorf Glaubendorf noch 84 Einwohner.
Zusammenfassend ist festzustellen, dass sich die Ortsgröße von Glaubendorf seit dem Beginn des 16. Jahrhunderts bis zum Jahr 1950 kaum verändert hat. Danach setzt ein Schrumpfungsprozess ein.

## Kirchliche Entwicklung
Jahrhundertelang gehörte Glaubendorf mit Deindorf, Woppenhof und wohl auch Schiltern/Losau kirchlich zur Großpfarrei Luhe und war deshalb dorthin abgabepflichtig. Als aus dieser ursprünglichen frühen Großpfarrei die Pfarrei Michldorf abgetrennt worden war, hatte auch Glaubendorf zur Pfarrei Michldorf gewechselt. Eine Pfarrei Glaubendorf ist weder in der Pfarreienbeschreibung von 1433 noch in den Diözesanmatrikeln von Lipf noch in den Dombaurechnungen von 1459 und 1487 nachzuweisen.
1556 waren Deindorf und Alletshof mit Schwarzberg von der Pfarrei Michldorf getrennt und der neu im Aufbau befindlichen Pfarrei Glaubendorf zugeordnet worden. Nachdem mit der Abtrennung von Deindorf, Alletshof und Schwarzberg von der Pfarrei Michldorf mit den zugehörigen Grunduntertanen auch ein bedeutendes Wittum und viele Zehenten des Pfarrbezirkes neu geordnet wurden, bedeutete dies ökonomische Veränderungen.
Mit der Weihe des neuen Kirchhofes, also des Friedhofes in Glaubendorf „welcher zuvor ist nie geweiht gewest“, wurde am 3. Juni 1597 die Ausbildung als vollständige Pfarrei erreicht. Vorher hatte man alle Leute in Luhe begraben müssen. Damit ist die Pfarreienbildung in Glaubendorf in die Zeit der Gegenreformation durch Landgraf Georg Ludwig von Leuchtenberg in die Zeit kurz vor dem Dreißigjährigen Krieg zu datieren. Die Pfarrei Glaubendorf war eine Flächenpfarrei mit einem sehr weiten Einzugsbereich: Kötschdorf, Alletshof, Deindorf, Wittschau, Woppenhof, Schwarzberg, Rattenberg und der Ort Glaubendorf selbst. Zeitweise wurde von Glaubendorf aus gegen Ende des Dreißigjährigen Krieges sogar Köblitz, Döllnitz und Weihern mitversorgt.
Zug um Zug wurde dann die Selbständigkeit der Pfarrei Glaubendorf eingeschränkt. Noch im Jahr 1712 hatte sich Wolfgang Franz Pögl „Kammerer und Pfarrer zu Köblitz und Glaubendorf“ genannt. Nach den Pfarrakten von Glaubendorf wird die Ernennung eines Expositus in Glaubendorf ins Jahr 1726 gesetzt. Auffallend ist, dass der Neubau der heutigen Glaubendorfer Kirche in diese Zeit fällt. Entsprechend der Jahreszahl an der Decke des Langhauses wurde sie 1723 erbaut. Seit spätestens 1731 war dann Glaubendorf Expositur der Pfarrei Köblitz geworden und blieb es bis heute.

## Gemeindeentwicklung
Mit den Montgelas’schen Verwaltungs-Neuorganisationen Anfang des 19. Jahrhunderts wurde Glaubendorf zusammen mit Deindorf und Woppenhof dem späteren Bezirksamt Vohenstrauß zugeordnet. Mit dem Auftrag zur Kommunalorganisation und Gemeindenbildung vom 23. Juni 1818 wurde die Gemeinde Glaubendorf gebildet, die aus dem Dorf Glaubendorf und Gröbmühle bestand. 1830 wurden dann die ursprünglich selbständigen Gemeinden Glaubendorf mit Gröbmühle und Schwarzberg sowie Glaubenwies mit Rattenberg zu einer Gemeinde vereinigt.
Im Jahr 1838 wurden für den Ort Glaubendorf 27 Häuser und 174 Seelen gezählt, jedoch in der gesamten kirchlichen Expositur 176 Häuser und 1056 Seelen.
Am 23. April 1882 wurde auf Basis der Pflichtfeuerwehren nach den Berichten der Bezirksfeuerwehrausschüsse eine Freiwillige Feuerwehr gegründet.
Auf Antrag der Gemeinde und durch Verfügung des Innenministeriums wurden die Gemeinden Glaubendorf, Deindorf und Woppenhof mit Wirkung vom 1. Januar 1926 vom Bezirksamt Vohenstrauß abgetrennt und dem Bezirksamt Nabburg zugewiesen. Die Verwaltungskonzentration und die Gebietsreform brachten es mit sich, dass am 1. Januar 1971 der Ort Deindorf (mit den Ortsteilen Deindorf, Alletshof, Kötschdorf und Trad) und ein Jahr später Woppenhof nach Glaubendorf eingegliedert wurden. Am 1. Mai 1978 wurde dann auch die Gemeinde Glaubendorf (ohne Glaubenwies) in den Markt Wernberg-Köblitz eingegliedert. Glaubenwies wurde zum gleichen Zeitpunkt nach Markt Luhe-Wildenau im Landkreis Neustadt an der Waldnaab eingemeindet.